# たかだゆうこ
たかだ ゆうこ（本名：高田 裕子、1976年2月24日 - ）は京都府京都市出身の元タレント、女優。京都市立日吉ヶ丘高等学校卒業。武蔵野美術短期大学空間デザイン学科中退。未婚ながら4児の母。

## 所属事務所
フロム・ファーストプロダクション（1997年10月から）　→　クリエイティブ・メディア・エージェンシー　→　アストラル　→　オフィス北野（2005年12月まで）

## 来歴
15歳の時に天野天街から「（劇団）少年王者舘に入らないか」と声をかけられたことがきっかけで芸能の世界に入ったという。
高校3年生だった1993年9月、TBSラジオ主催の「第1回 シンデレラドリームオーディション」に合格。
翌10月からスタートした同局の深夜ラジオ番組『シンデレラドリーム ミッドナイト☆パーティー』（以下『ミッドナイト☆パーティー』と略す）でデビュー。開始当初は月1回のみの「番外戦」に出演。翌1994年1月から水曜深夜1部担当でデビューした。最初の2ヶ月は深夜12時台のみの出演だったため、この時間から放送していたTBSラジオと山陽放送のみの放送だったが、3月から1時台まで延長したため、他のネット局でも放送されるようになった。 一時は「高田憂宇子」名義で活動した時期もあった。
1997年、稲邑麻衣子らとバンド「PQケトル」を結成。ライブにはかつてのミッドナイト☆パーティーシンデレラ仲間をゲストに呼んだこともあった。
1999年、TBS系『SURE×2ガレッジセール』にまちゃまちゃや森三中の大島美幸、村上知子とのユニット「プッチイボ」として出演した（当時の愛称は「京子」）。
所属事務所を転々とした。最後の所属事務所はオフィス北野で、移籍時に芸名を本名の高田裕子から平仮名の「たかだゆうこ」に改名した。

## 人物
- 爬虫類が好き。

## 出演
太字はレギュラー出演

### テレビドラマ
- 竹中直人の恋のバカンス（1994年7月 - 1995年1月、テレビ朝日）
- 海が聞こえる アイがあるから（1995年12月、テレビ朝日）
- 土曜ワイド劇場（テレビ朝日・ABC）
  - ホーム・スイート・ホーム（1995年12月）
  - 牟田刑事官事件ファイル（第27作、1999年10月）
- 月曜ドラマスペシャル「早乙女千春の添乗報告書7」「函館湯けむりツアー殺人事件」（1998年、TBS）- 橋本理香 役
- shin-D「20歳のエンゲージ」（1999年、読売テレビ・日本テレビ）
- 日曜劇場「おとうさん」（2002年10月 - 12月、TBS）
- 木曜ドラマ「菊次郎とさき（パート1）」（2003年、テレビ朝日）

### バラエティ番組
- SURE×2ガレッジセール（1999年 - 2000年、TBS）
- 開運!なんでも鑑定団（テレビ東京）
- 中居正広の金曜日のスマたちへ「Rie」（TBS）
- サンデージャポン（TBS）
- テレビヤンネット（読売テレビ）
- たかだゆうこの見所そこどこ （読売テレビ）
- 浅草キッドのド・ナイト（2003年 - 2004年、テレビ朝日）
- 世界バリバリ★バリュー（2005年、毎日放送・TBS）

### 映画
- カミュなんて知らない（2005年）

### ラジオ
- シンデレラドリーム ミッドナイト☆パーティー（TBSラジオ・1993年10月 - 1994年9月）
  - 1993年10月 - 12月 月1回放送の番外戦担当
  - 1994年1月 - 9月 水曜深夜1部（木曜未明）メイン担当（1月 - 2月・0:00 - 1:00、3月 - 9月・0:00 - 2:00）
- 斉藤一美のとんカツワイド（文化放送・出演時期不明）

### CM
- 松竹映画 「RANPOインターナショナルバージョン」（1995年）
- プレイステーション 「ダブルキャスト」（1998年）
- トミー（現タカラトミー） 「ミニーマウスショッピングクラブスーパーマーケット」（1999年）CMソングのみ
- 花王 「アトリックスハンドジェル」（1999年 - 2001年）出演&CMソング

## その他
- バンド「PQケトル」（1997年〜1998年）ボーカルとして
- チョップ祭り（1999年）